# 二つ目物語
『二つ目物語』（ふたつめものがたり）は、林家しん平が原作・脚本・監督を務めた2022年公開の日本映画。

## 概要
2011年に公開された『落語物語』に引き続き、落語家・林家しん平が原作・脚本・監督を務めて制作された。出演者のほとんどは落語協会所属の落語家である。1カ月を10日毎に区切る寄席の興行形式に倣い、第１部を「上席」、第２部を「中席」、第３部を「下席」とした３部からなるオムニバス形式で構成された。
予算上の問題で『落語物語』に続く落語映画の制作を諦めていた林家しん平であったが、落語会の主催者からクラウドファンディングによる制作資金調達の話を聞いて制作に至ったと語っている。
寄席の場面の撮影は、主に梶原いろは亭（東京都北区）で行われた。
劇場公開は、2022年2月20日、21日のガーデンズシネマ（鹿児島市）を皮切りに、同年6月10日～16日のシネマイーラ（浜松市）、同年6月24日～7月14日の池袋シネマ・ロサ（東京都豊島区）、同年7月8日～21日の刈谷日劇（愛知県刈谷市）で行われ、その後も大阪シアターセブンや広島横川シネマなど、各地で上映されている。

## あらすじ
上席「貧乏昇進」
二つ目昇進を間近に控えた前座の森本亭まめ吉（柳家㐂三郎）が、昇進に伴って必要な資金を得るために高利の街金融から５０万円を借りるが、うっかりトイレでお金を落としてしまう。まめ吉は、借金取りのまむしの銀次（橘家文蔵）に返済を迫られる。窮地に陥るまめ吉であったが、実は銀次はかつてまめ吉の師匠である森本亭豆八（古今亭菊春）の弟子であったものの、ある事件をきっかけに破門になった過去があった。
中席「幽霊指南」
古参の二つ目揖保家光太郎（柳家さん光）は、女性を演じるのが苦手で女性が主軸となる噺を避けてきたが、師匠の揖保家蝦蟇太郎（瀧川鯉昇）は、苦手を克服させようと女性が主軸の噺をするよう命を下す。女性役を上手に演じられない光太郎であったが、ある時自分のアパートに現れた女の幽霊（林家なな子）から女の幽霊を演じるコツを伝授され、『お菊の皿』を高座にかけることになる。
下席「モテ男惚れ女」
イケメン二つ目の富丸家恭太（柳亭市弥）は、元カノ（林家あんこ）も今カノ（金原亭杏寿）も現役の噺家。それ以外にもあちこちでつまみ食いをする恭太であったが、遂には噺家協会の理事会で問題になり、謹慎処分になってしまう。噺家協会の会長にして恭太の師匠である富丸家龍楽は、落語協会の現役会長であり市弥の実際の師匠柳亭市馬が演じた。

## キャスト
上席「貧乏昇進」
- 森本亭まめ吉：柳家㐂三郎
- まむしの銀次：橘家文蔵
- 森本亭豆八：古今亭菊春
- シマヘビの京子：春風亭一花
- 男性客：金原亭馬久
- 秋乃家ひな美：林家扇
- 富丸家龍流：柳家花飛
- おでん屋亭主：三遊亭歌奴
- 居酒屋の客：春風亭柳朝
- 居酒屋の客：入船辰乃助
- 居酒屋の客：三遊亭歌彦
- 居酒屋店主：桃月庵白酒
- 謎の男1：三遊亭彩大
- 謎の男2：三増紋之助
- ナレーション：隅田川馬石
- ナレーション：春風亭百栄

中席「幽霊指南」
- 揖保家光太郎：柳家さん光
- 幽霊：林家なな子
- 揖保家蝦蟇太郎：瀧川鯉昇（落語芸術協会）
- 評論家の脇寺：春風亭一之輔
- 常連和尚：古今亭文菊
- ガイコツい・ろ・は：林家あんこ、桃月庵こはく、三遊亭歌彦
- 化け猫：林家しん平
- お茶子：柳家花ごめ
- お茶子：林家きよ彦
- ナレーション：林家きなこ

下席「モテ男惚れ女」
- 桜屋てまり：金原亭杏寿
- 富丸家恭太：柳亭市弥（2022年9月21日に真打に昇進し、八代目柳亭小燕枝を襲名[1]）
- 絵馬亭梅花：林家あんこ
- 前座の茂松：柳家小はだ
- 富丸家龍楽：柳亭市馬
- 秋乃家紅葉：古今亭菊之丞
- 菊之家三馬：古今亭志ん陽
- 傘屋春雨：五明樓玉の輔
- 桜屋王鏡：金原亭世之介
- 絵馬亭梅子：三遊亭歌る多
- 事務局長：笑組ゆたか
- 事務員：古今亭志ん雀
- ナレーション：隅田川馬石

## スタッフ
- 監督・脚本・原作：林家しん平
- 撮影：和田正樹／林家しん平
- 編集：和田正樹／林家しん平
- VFX：和田正樹／林家しん平
- 総合プロデューサー：綱川敦子
- 照明・美術・録音：チーム二つ目物語
- 衣装・小道具：サマンサ田端
- 助監督：林家あんこ、金原亭馬久、三遊亭歌彦
- お囃子：松尾あさ社中　松尾あさ、林家ひろ木、古今亭志ん雀、金原亭馬久、林家あんこ
- スチール：縄島明彦
- 劇中落語会パスターデザイン：阿部光広
- ケータリング：軒小屋かま○ぬ
- メイキング：林家あんこ
- 手拭デザイン：五明樓玉の輔
- 手拭デザインデータ制作：西澤美帆
- スペシャルアドバイザー：寺脇研
- 協力：一般社団法人落語協会／上野鈴本演芸場／新宿末廣亭／浅草演芸ホール／池袋演芸場／梶原いろは亭／軒小屋かま○ぬ／喫茶・嘗／株式会社AI／平塚神社／有限会社上中里不動産商事／上中里浅野屋／田中青果店　田中一弘／大黒屋
- 制作・宣伝・配給：株式会社クロスロード